# The Call 2
The Call 2 (jap. 着信アリ2, Chakushin ari 2, engl. Titel: One Missed Call 2) ist ein japanischer Horrorfilm von Regisseur Renpei Tsukamoto aus dem Jahr 2005. Zusammen mit The Call aus dem Jahr 2003 und The Call 3 – Final aus dem Jahr 2006 bildet er die The Call-Trilogie, die auf der Romanvorlage von Yasushi Akimoto basiert.

## Handlung
One Missed Call 2 spielt ein Jahr nach dem Original und beginnt mit den Freundinnen Kyoko und Madoka, welche als Betreuerinnen in einem Kindergarten in Tokio arbeiten. Am Ende ihres Arbeitstages besuchen sie das Restaurant, in dem Kyokos Freund arbeitet.
Mei-Fueng, die Tochter des Kochs dieses Restaurants, hat ihr Handy in der Küche vergessen. Als sie einen Anruf erhält, ertönt der aus dem ersten Teil bekannte „Klingelton des Todes“. Mei-Fuengs Vater, der als Anrufer ihren verhassten Freund vermutet, geht erbost ans Handy seiner Tochter, hört jedoch überraschenderweise ihre Stimme. Sie weist ihn darauf hin, dass er die heiße Pfanne nicht auf dem Herd stehen lassen solle (der Herd ist zu diesem Zeitpunkt aus) und beendet das Telefonat mit einem Schrei. Als Mei-Fueng von einem Einkauf zurückkehrt wird sie auf den Anruf angesprochen, bestreitet aber ihn getätigt zu haben.
Als das Restaurant bereits geschlossen ist gibt Mei-Feung Kyoko und Madoka ihre neue Handynummer. Sekunden nachdem sie die Nummer ausgetauscht haben, bekommt Madoka einen Anruf mit dem „Klingelton des Todes“. Sie bemerkt, dass dies nicht ihr Klingelton sein kann und nach kurzem Schweigen der Freundinnen kommen auch die Vorkommnisse von vor einem Jahr zur Sprache. Sie haben den Klingelton erkannt, nehmen die Sache zunächst jedoch nicht sehr ernst.
Naoto ist inzwischen in der Küche um sich für heute vom Koch zu verabschieden, findet ihn jedoch nur noch tot auf, das halbe Gesicht in einer heißen Pfanne verbrannt. Die Polizei wird benachrichtigt, Inspektor Motomiya kommt ebenfalls zum Tatort und untersucht die Leiche auf das rote Bonbon, das Mimiko bei ihren Morden immer hinterlassen hatte. Es fehlt jedoch. Er verlangt anschließend nach dem Handy des Opfers, doch ein weiterer Polizist teilt ihm mit, dass der Koch keines besaß. Verwirrt verlässt er den Tatort. Er trifft später die Journalistin Takako, die ebenfalls Mimikos Mordserie untersucht.
Naoto wird etwas später von Takako zu einem Treffen gebeten, bei dem sie ihn zu dem Vorfall mit dem Koch befragt. Sie erfährt von dem Anruf, den der Koch entgegengenommen hat, und spielt Naoto anschließend eine Tonbandaufnahme des tödlichen Klingeltons vor. Naoto erkennt ihn wieder und nur wenig später fällt ihm ein, dass er denselben Klingelton auch bei Madoka gehört hatte. Er versucht sie zu erreichen, doch als dies nicht gelingt macht er sich mit Takako auf um Madoka zu warnen.
Inzwischen führen Kyoko und Madoka mit ihren Handys einen Videoanruf, als Kyoko hinter Madoka plötzlich eine Gestalt sieht. Sie fragt nach, ob jemand bei ihr wäre, was Madoka verneint. Kyoko sieht, wie die Gestalt sich ihrer Freundin von hinten nähert, doch obwohl Madoka sich umsieht kann sie niemanden entdecken. Die Gestalt greift schließlich über Madokas Schulter mit der Hand nach dem Handy, als Kyoko die Hand rasend näher kommen sieht, wirft sie das Handy in Panik auf den Boden und die Videoverbindung zu Madoka bricht ab. Kyoko zögert nicht lange, sondern macht sich sofort auf den Weg, um ihre Freundin zu retten.
Bei Madokas Wohnung angekommen betritt sie diese durch die nicht abgeschlossene Tür. Nach kurzer Suche findet sie Madokas verknotete Leiche in der Dusche. Naoto und Takako treffen kurz nach Kyoko ein. Alle sind geschockt über Madokas entstellte Leiche, als plötzlich Kyokos Handy mit dem „Klingelton des Todes“ klingelt.
Takako entscheidet sich dazu Mimikos noch lebende Familie nach mehr Details zu dem Mädchen zu befragen. Sie macht Mimikos Großmutter ausfindig und trifft sich mit dieser. Da Kyoko und Naoto nicht nur untätig auf Kyokos Tod warten wollen, begleiten sie Takako. Sie erfahren, dass Mimiko das Ergebnis einer Vergewaltigung ist und Mimikos Großvater den Täter, nachdem er ihn auf frischer Tat erwischt hatte, tötete. Er wurde dafür verurteilt und musste seine Strafe im Gefängnis absitzen, doch in dieser Zeit wurde er laut seiner Frau verrückt. Nach seiner Entlassung kehrte er in seine Heimat Taiwan zurück.
Takako reist daraufhin selbst nach Taiwan, um von Mimikos Großvater noch mehr zu erfahren. Sie findet ihn tot in seiner Wohnung, mit seinem Handy in der Hand. Von ihrem Ex-Ehemann Yuting, ebenfalls Taiwaner, erfährt Takako, dass in Taiwan ähnliche mysteriöse Morde passiert sind wie in Japan, jedoch gab es in Taiwan kein rotes Bonbon oder ähnliches. Auf mehrere Nachfragen gibt Yuting zu, dass auch er einen solchen Todesanruf erhalten hat, sein Tod solle am selben Abend wie Kyokos eintreten. Kyoko und Naoto beschließen indes ebenfalls nach Taiwan zu reisen, in der Hoffnung Kyoko doch noch irgendwie retten zu können.  Nach weiteren Nachforschungen findet Takako heraus, dass die Mordserie in einer alten Bergbaustadt anfing, die nun eine Geisterstadt ist.
In Japan indes wird bei Untersuchungen festgestellt, dass in der Lunge von Mei-Fuengs Vater Kohlestaub gefunden wurde, der jedoch in Japan nicht üblich ist. Man finde diese Art lediglich in Taiwan. Weiters hat sich herausgestellt, dass Ablagerungen dieses Kohlestaubs auch in der Lunge von Mimiko gefunden worden waren. Motomiya ist von diesen neuen Erkenntnissen sichtlich verwirrt.
Takako erhält später einen Anruf mit dem Todesklingelton, nimmt ihn irritiert an und stellt erleichtert fest, dass Motomiya am anderen Ende der Leitung ist. Sie beschwert sich noch darüber, dass er ihr mit dem Klingelton einen riesigen Schrecken eingejagt habe. Motomiya berichtet ihr, dass Yumi Nakamura von Mimikos Geist besessen war und nun verstorben ist.
Takako arrangiert ein Treffen mit einer alten Frau, der letzten lebenden Person die in dieser Stadt gewohnt hat. Die alte Frau ist zunächst sehr panisch, erzählt ihnen aber schließlich von einem Mädchen namens Li Li. Li Li war laut der alten Dame ein „unheimliches Kind“, das von den anderen Kindern der Stadt gehänselt oder mit Steinen beworfen wurde. Eines Tages, während sie wieder gehänselt wurde, zeigte Li Li auf einen Jungen und sagt ihm, dass er sterben würde. Tatsächlich starb der Junge wenig später. Als noch öfter Bewohner des Dorfes starben, nachdem Li Li ihnen den Tod vorausgesagt hatte, bekamen sie Angst vor dem Kind und suchten verzweifelt nach einer Lösung, um weitere Tode zu verhindern. Sie beschlossen Li Li in eine Mine zu bringen, wo sie auf einen Stuhl gefesselt und ihr der Mund zugenäht wurde, damit sie keine weiteren Tode voraussagen konnte. Zusätzlich wurde sie lebendig in der Mine eingemauert, wo sie schließlich alleine und qualvoll sterben sollte. Nachdem sie von dieser Geschichte erfahren haben, beschließen Takako, Kyoko, und Naoto zu besagter Stadt und Mine zu fahren, da sie sich dort weitere Hinweise für die Rettung von Kyoko und Yuting erhoffen.
Da das Gebiet sehr großflächig ist, beschließen sie sich zu trennen: Takako geht alleine, Kyoko und Naoto machen sich gemeinsam auf die Suche nach einem Eingang in die Mine. Takako betritt die Mine schließlich, doch als ihre Taschenlampe droht kaputt zu gehen und nur noch flackert, sieht sie etwas, das sie ohnmächtig werden lässt. Naoto und Kyoko werden durch chaotische Umstände voneinander getrennt, Kyoko beschließt alleine nach Li Lis Grab zu suchen. Sie wird auch tatsächlich fündig, entdeckt den zugemauerten Raum und auch den Stuhl, an dem das Kind gefesselt worden war. Am Boden entdeckt sie die Nadel, mit der man ihr den Mund zugenäht hatte. Berührt von Li Lis tragischer Geschichte beschließt Kyoko bei ihr zu bleiben, redet sich ein es wäre ihre Aufgabe der Seele dieses Kindes zu helfen und sie zu erlösen. Erst als Naoto bei ihr auftaucht und versucht sie zu retten, lässt sie sich von diesem Gedanken wieder abbringen und die beiden versuchen zu fliehen.
Li Li verfolgt die beiden und droht Kyoko wieder in die Mine zu verschleppen, als plötzlich Kyokos Handy mit dem unheilvollen Klingelton läutet. Naoto erinnert sich daran, wie Mei-Fuengs Vater anstelle seiner Tochter starb, als er den Anruf statt ihrer entgegengenommen hatte, und entscheidet sich dazu dasselbe für Kyoko zu tun. Er nimmt den Anruf entgegen und hört Kyokos Stimme, die ihn fragt, ob sie sich wiedersehen würden. Im nächsten Augenblick tauschen die beiden ihre Positionen und nun ist es Naoto, der von Li Li in die Mine verschleppt wird.
Als Takako in der Mine wieder zu sich kommt sieht sie auf die Uhr und erinnert sich daran, dass ihr Ex-Mann Yuting demnächst sterben sollte. Sie nimmt die Füße in die Hand und beeilt sich zu dessen Wohnung. Er öffnet ihr nicht und in Panik schlägt sie die Glasscheibe der Haustür ein, um die Tür öffnen zu können. In der Wohnung angekommen findet sie den total verängstigten Yuting, der mit einer Kamera bewaffnet in seinem Wohnzimmer sitzt. Erleichtert stellt Takako fest, dass der Zeitpunkt seines Todes bereits vorüber ist und die beiden fallen sich in die Arme. Sie beschließen, es noch einmal miteinander zu versuchen.
Später sieht man wie Kyoko sich in einem Krankenhaus erholt. Takako ist bei ihr zu Besuch und versucht ihr Mut zuzusprechen. Takako verlässt anschließend das Krankenzimmer und stellt draußen fest, dass sie einen unbeantworteten Anruf hat. Sie hört ihre Mailbox ab, wo ihr ein Polizist mitteilt, dass Motomiya am Tag zuvor verstorben war. Sie ist äußerst verwirrt, da Motomiya sie nach seinem angeblichen Todeszeitpunkt doch noch angerufen hatte um ihr von Yumi Nakamura zu erzählen. Irritiert fährt sie zu Yuting.
Zwei taiwanesische Beamte betreten Kyokos Krankenzimmer, um sie zu befragen. Sie wollen wissen, was in der Mine geschehen ist, und ob es richtig ist, dass beide gefundenen Leichen Freunde von ihr gewesen waren. Verwirrt fragt Kyoko nach, ob tatsächlich zwei Leichen gefunden wurden.
Als Takako in Yutings Wohnung auftaucht, findet sie ihn zunächst nicht. Sie denkt sich nicht viel dabei und beschließt stattdessen das Video anzusehen, das zuletzt mit seiner Kamera aufgezeichnet worden war. Sie setzt sich zum Wohnzimmertisch und sieht sich das Video an. Yuting hatte beschlossen seinen Tod aufzuzeichnen, damit die Morde endlich ein Ende finden würden. Mit Schrecken stellt Takako fest, dass sie selbst auf dem Video zu sehen ist wie sie Yuting attackiert und schließlich im Badezimmer ermordet. Geschockt geht sie ins Bad und findet dort tatsächlich seine Leiche. Sie erinnert sich schließlich wieder an den Anruf mit der Todesmelodie und erst jetzt stellt sie fest, dass sie damals von ihrer eigenen Nummer angerufen worden war. Zeitpunkt des Anrufes war 17:58, die Uhrzeit zu der ihre Armbanduhr stehengeblieben war, als sie in der Mine vermeintlich ohnmächtig wurde. Nun erinnert sie sich, dass sie in der Mine Mimiko gesehen hat, die sie mit demselben Messer erstochen hatte mit dem nun Yuting ermordet worden war. Als ihr klar wird, dass sie längst tot ist, spuckt sie ein rotes Bonbon aus.

## Kritiken
„Fortsetzung eines Films von Takashi Miike, der dieselbe Geschichte mit schlechten Darstellern erzählt und dem japanischen Geisterkino nichts Neues hinzufügt.“